# Marco Poncio Sabino
Marco Poncio Sabino (en latín: Marcus Pontius Sabinus) fue un senador romano que vivió en el siglo II, y desarrolló su carrera política bajo los imperios de Adriano y Antonino Pío.

## Familia y carrera
Sabino era hermano del poderoso senador Marco Poncio Leliano Larcio Sabino, consul suffectus en el año 145, bajo Antonino Pío.
Su primer cargo conocido fue el de consul suffectus para el nundinum de abril a junio del año 153, bajo Antono Pío. A finales del imperio de éste, fue nombrado gobernador de la provincia Moesia Superior, mando que ejercía en 160.
Poseía fincas en Lorium en la Regio VII Etruria de Italia.